# Áron Márton
Áron Márton (n. 28 august 1896, Sândominic, Austro-Ungaria – d. 29 septembrie 1980, Alba Iulia, Alba, România) a fost episcop romano-catolic al Diecezei de Alba Iulia între anii 1938-1980. Între iunie 1949-1955 a fost arestat de autoritățile române. În iulie 1949 a fost ridicat la rangul de arhiepiscop „ad-personam” de către papa Pius al XII-lea.
Pentru activitatea sa de salvare de la exterminare a unor evrei transilvăneni a fost declarat de Israel în anul 1999 „Cetățean de Onoare” și „Drept între popoare”.

## Biografia

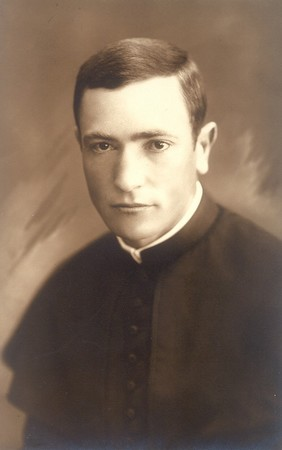
Áron Márton (1896-1980), preot.

Áron Márton s-a născut la data de 28 august 1896 în localitatea Sândominic, la 29 km nord de municipiul Miercurea Ciuc, din județul Harghita, fostul comitat Ciuc. A învățat la școala primară din satul natal (1903-1906), apoi la gimnaziile catolice din: Șumuleu (1907-1911), Miercurea Ciuc (1911-1914) și Alba Iulia (1914-1915).
Márton a fost încorporat la 15 iunie 1915 în armata austro-ungară și a luptat în Primul Război Mondial (1915-1918) ca locotenent în Divizia 82 Secuiască. El a fost rănit de trei ori, în luptele de la Doberdò del Lago, Pasul Oituz și Asiago.
După demobilizare, a lucrat în agricultură, apoi a fost contabil la un ocol silvic (1918-1920).
Între anii 1920-1924 a studiat la Institutul Teologic Romano-Catolic din Alba Iulia. A fost hirotonit ca preot romano-catolic la 6 iulie 1924 de către episcopul Gusztáv Károly Majláth în Catedrala „Sfântul Mihail” din Alba Iulia. Începând din iulie 1924 a fost capelan în comuna Ditrău. Apoi, de la 1 iulie 1925, a devenit capelan în orașul Gheorgheni.
A predat ca profesor de religie la Liceul de Stat din Gheorgheni (1926-1928) și la Liceul Romano-Catolic din Târgu Mureș (1928-1929), îndeplinind și funcția de director-adjunct al liceului de băieți. La 1 iulie 1929 a fost trimis ca preot la Turnu Roșu, fiind în paralel și superintendent de studii la Orfelinatul Terezian din Sibiu.
La 1 octombrie 1930 este numit capelan al Catedralei „Sfântul Mihail” din Alba Iulia și arhivar episcopal. La 1 septembrie 1932 a fost numit secretar episcopal, liderul Departamentului liceelor din cadrul Ligii Romano-Catolice a Națiunilor din Transilvania. La 1 octombrie 1932 a devenit preot duhovnic (spiritual) al studenților de la seminarul teologic.
La 13 martie 1934 este numit director al Ligii Romano-Catolice a Națiunilor din Transilvania. În anul 1933 a publicat studiul în limba maghiară „Școala în Transilvania” (*vezi sursa: [Erdélyi iskola] ), în care a tratat problema educației minorităților. La 15 martie 1936 este numit administrator temporar al Parohiei "Sf. Mihail" din Cluj.
La 21 ianuarie 1937 preotul Márton Áron devine canonic, apoi, la 14 august 1938, parohul bisericii "Sf. Mihail" din Cluj. În anii 1930 Márton Áron făcea dese deplasări, inclusiv la Târgu Mureș, în vreme ce era urmărit îndeaproape de SSI.

## Alegerea ca episcop de Alba Iulia
La 14 septembrie 1938 a fost numit, prin Decretul nr. 630 al Sacra Congregatio Consistorialis, administrator apostolic al Episcopiei de Alba Iulia. La 24 decembrie 1938 a fost numit de către papa Pius al XI-lea episcop romano-catolic de Alba Iulia. Este consacrat ca episcop la 12 februarie 1939 la Biserica „Sf. Mihail” din Cluj de către arhiepiscopul Andrea Cassulo, nunțiul apostolic în România, asistat de către episcopul Augustin Pacha de Timișoara și de episcopul István Fiedler de Satu Mare-Oradea.
În atenția Serviciului Secret de Informații din România au intrat și anumiți preoți maghiari de diferite confesiuni, din cauza propagandei revizioniste, șoviniste și naționaliste pe care unii dintre ei o desfășurau în Transilvania. Un caz aparte îl constituie cel al episcopului Áron Márton, figură centrală a Bisericii Romano-Catolice din România din prima jumătate a secolului al XX-lea. În documentele SSI era considerat „... unul din conducătorii acțiunii iredentiste maghiare în țara noastră”. Cel care mai târziu avea să ia – spre cinstea sa – o atitudine hotărâtă în favoarea evreilor, opunându-se trimiterii lor spre lagărele de exterminare naziste de către guvernul hortyst, se dovedea, așa cum ni-l prezintă rapoartele SSI, „un dușman neîmpăcat a tot ce este românesc”.
Între anii 1939-1942 episcopul Márton Áron a îndeplinit și funcția de administrator apostolic al Episcopiei de Satu Mare-Oradea. În perioada 1940-1944, după Dictatul de la Viena, Episcopia Romano-Catolică de Alba Iulia a fost divizată în două părți, episcopul rămânând la Alba Iulia.

## Intervenții pentru salvarea evreilor

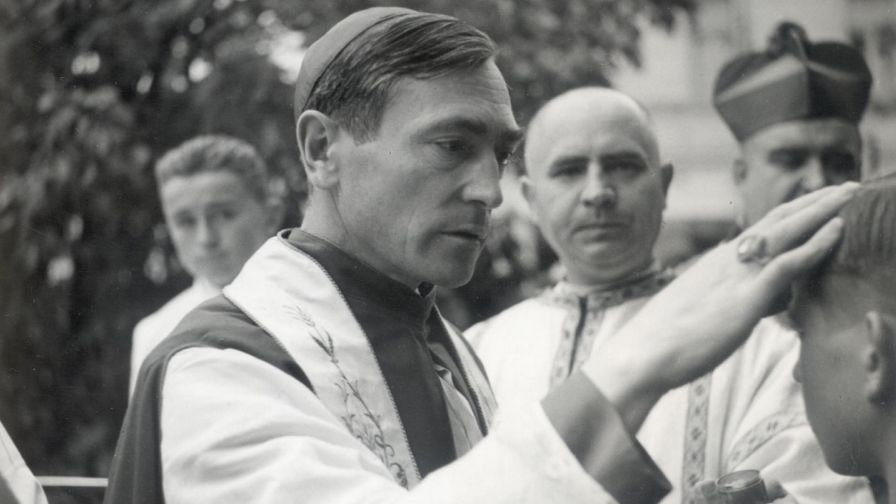
Áron Márton binecuvântând un credincios în anii 1940

Statuia din dreptul intrării în Biserica „Sfântul Mihail” din Cluj

Fostul șef-rabin al Clujului, Moshe Carmilly-Weinberger l-a evocat în lucrarea Istoria evreilor din Transilvania (1623-1944) pe episcopul romano-catolic Márton care a susținut cauza evreilor și a contribuit la salvarea a mii dintre ei: „În acele vremuri tragice s-a reliefat măreția umană a episcopului Márton Áron, singurul episcop maghiar în Transilvania care în 18 mai 1944, în Biserica Sfântul Mihail din Cluj, și-a ridicat glasul și a rugat, a somat societatea maghiară să ajute evreimea adunată în ghetouri și aflată în fața deportării.”
În urma apelului la ajutorarea evreilor a fost declarat persona non grata de autoritățile fasciste ungare și expulzat, refugiindu-se în România.
Într-o scrisoare adresată prim-ministrului Ungariei Döme Sztójay a scris: „Împreună cu credincioșii diecezei mele a trebuit să constat cu stupoare măsura iresponsabilă prin care nu se cruță viața evreimii, mergându-se până la ultima limită a inumanului. Cu respect și în deplină cunoștință a responsabilității mele, vă atrag atenția că pentru o astfel de faptă un om, chiar dacă este prim-ministru, ori un guvern, nu are mandat pentru că povara o va purta un întreg popor. Tocmai de aceea, vă rog să retrageți imediat această măsură !”
În scrisoarea adresată ministrului ungar de interne Andor Jaross a scris: „Cu atât mai mare este stupoarea noastră că, deși vă cunoaștem ca pe un catolic convins, acum, prin măsurile adoptate, nu atingeți nivelul unui creștin și nici măcar cel de minim-uman. Cu respect, dar cu toată greutatea cuvântului meu, vă rog să retrageți imediat dispozițiile dumneavoastră recente, sau, dacă vă este imposibil, să vă dați imediat demisia din funcție”. Aceste scrisori i-au atras mânia autorităților fasciste ungare. A fost declarat persona non grata în teritoriul controlat de Ungaria și a rămas până la sfârșitul războiului la Alba Iulia.
În data de 27 decembrie 1999 Israelul i-a acordat (post mortem) „cetățenia de onoare”, precum și titlul și medalia Drept între popoare.

## Persecutat de comuniști

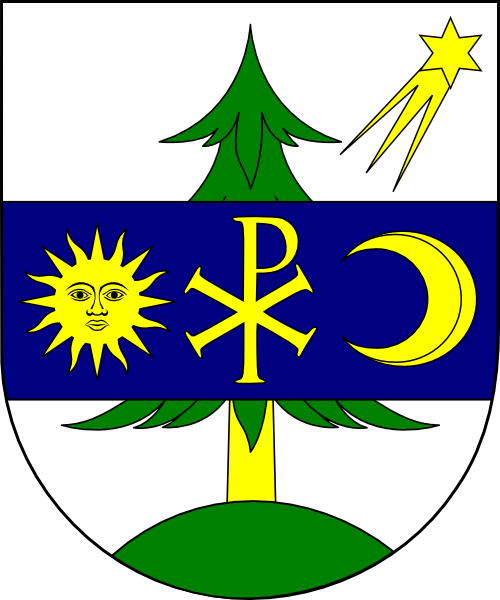
Stema episcopală a lui Áron Márton

La 19 martie 1948 episcopul Márton și alți șapte episcopi catolici au trimis o scrisoare guvernului României arătând contradicțiile din Constituția RPR din anul 1948 și care privează liberatea de conștiință și religie. Ei au solicitat acordarea de libertate religioasă pentru toate credințele din România, asigurând educația religioasă din școli și oficierea de servicii divine în armată, în spitale, orfelinate și închisori.
Episcopii Márton Áron și dr. Iuliu Hossu (episcop greco-catolic de Cluj-Gherla) au conceput și prezentat un proiect de „Statut al Bisericii Catolice din România”, ca o încercare de a salva Biserica Catolică de persecuția comunistă. Cei doi au definitivat documentul la 27 octombrie și l-au depus la Ministerul Cultelor în data de 4 noiembrie 1948.
La 11 octombrie 1948 episcopul Márton a trimis o pastorală clerului din eparhie, în care afirma: „Tragedia fraților noștri greco-catolici ne face clar faptul că zilele martiriului ne așteaptă și pe noi”. Le-a cerut să fie curajoși, să se roage și le-a interzis să ia parte la orice miting organizat de către Partidul Comunist, sub pedeapsa excomunicării. În aprilie 1949 autoritățile au închis arbitrar 39 de mănăstiri. La 27 aprilie 1949 episcopul Márton a trimis o scrisoare de protest către președintele Marii Adunări Naționale.
Áron Márton a fost arestat la 21 iunie 1949 în primele valuri de represiune. Se îndrepta cu o mașină către Gara Teiuș, unde urma să ia trenul spre București. Între Alba Iulia și Teiuș mașina cu care se deplasa a fost oprită, iar un locotenent de securitate l-a poftit să se urce în altă mașină, care l-a dus la sediul Securității din Sibiu. Acolo a fost preluat de un colonel de Securitate și alți doi ofițeri, cu care a plecat la miezul nopții spre București. Întrucât episcopul nu a mai sosit la Ministerul Cultelor, ci a fost dus la Securitatea din București, în rândul clericilor din Alba Iulia au început să circule diverse zvonuri privind arestarea sa. La 30 iunie 1949 vicarul Aloisiu Boga a trimis o scrisoare ministrului Stanciu Stoian, în care solicita informații despre situația episcopului. Boga a fost arestat la rândul său în mai 1950 pentru că refuzase acceptarea planului guvernamental de creare a unei biserici catolice naționale, fără legătură cu Roma. Închis la penitenciarul din Sighet, Boga a murit în detenție la 14 septembrie 1954.
Cu ocazia aniversării jubileului de 25 de ani de preoție, în iulie 1949, papa Pius al XII-lea l-a numit pe Áron Márton arhiepiscop titular ad-personam și a fost înregistrat în conformitate în „Analele Papale”. Papa a făcut publică această decizie abia în anul următor în acte și în cel puțin o scrisoare trimisă la Alba Iulia în care i s-a adresat astfel.
În perioada 1949-1955 episcopul Márton Áron a fost deținut în mai multe închisori. A fost de mai multe ori interogat, apoi lăsat în izolare zile întregi. 
Anchetatorii au încercat fără succes să obțină de la episcop declarații care să-i incrimineze pe ceilalți inculpați din lotul respectiv, precum politicianul de stânga Gyárfás Kurkó și agronomul reformat Ádám Teleki⁠(hu)[traduceți]. În iulie 1951, întregul lot a fost trimis în judecată, iar în data de 6 august 1951 episcopul Márton a fost condamnat la închisoare pe viață.
„După cum spun ei, au făcut așa, un lot, al cărui conducător am fost eu. Erau acolo tot felul de oameni, comuniști, social-democrați, conți, directori de bănci, profesori universitari, protestanți, catolici și eu am fost conducătorul, știi? [râde] Doi ani am fost arestați și numai după doi ani au pronunțat sentința.”—ANCSAS, fond Informativ, dosar 261991, vol. 55, f. 36.
La scurt timp de la pronunțarea sentinței, a fost transferat în lanțuri de la Închisoarea Jilava la Penitenciarul Aiud, pentru executarea pedepsei. În septembrie 1951 a fost transferat de la Aiud la Închisoarea Sighet. A fost eliberat din închisoarea Sighet la 24 martie 1955, la cererea lui Petru Groza și s-a reîntors la Alba Iulia, după ce i s-a refuzat intrarea la București.

## Eliberarea și reabilitarea

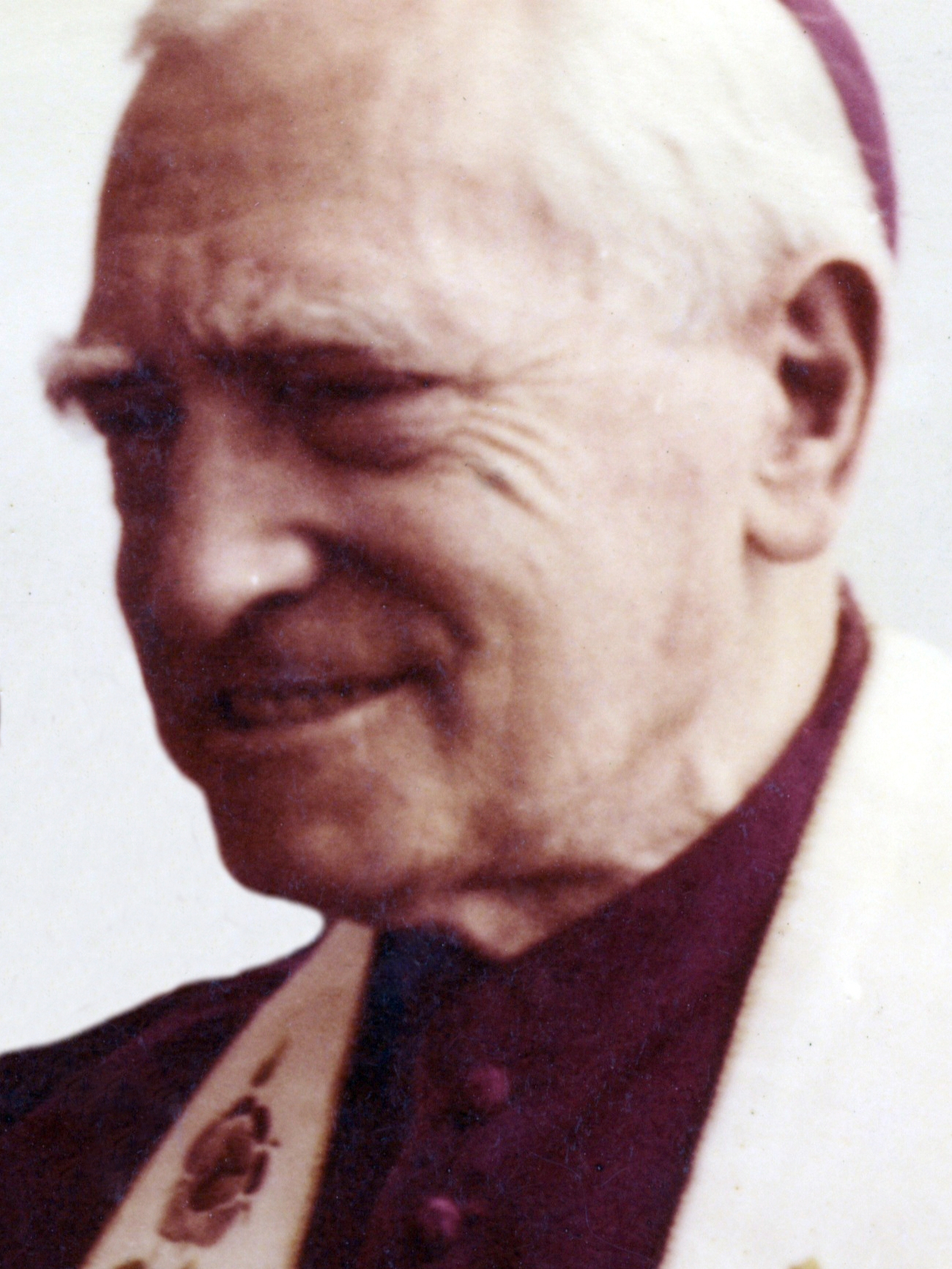
Áron Márton spre finalul vieții

Eliberarea și revenirea la 24 martie 1955 a episcopului Márton Áron la conducerea Diecezei de Alba Iulia a contribuit indiscutabil la redresarea morală a catolicilor din România și la consolidarea tendinței de rezistență din rândul acestora. Acesta este motivul pentru care activitatea episcopului este strict supravegheată și toate informațiile recoltate sunt aduse la cunoștința Ministerului Cultelor, înlocuit în martie 1957 cu Departamentul Cultelor.
Áron Márton luase legătura, în cursul deplasărilor sale la București, cu "elemente reacționare", cum este cazul academicianului Zenovie Pâclișanu (preot greco-catolic), un „înfocat militant pentru reînființarea cultului greco-catolic”. Datorită acestei intense activități care intra în contradicție cu interesele autorităților de la București, în iunie 1957, episcopului Áron Márton i s-a impus domiciliu obligatoriu; totuși, "episcopul continua să se mențină pe aceeași poziție de necolaborare cu regimul nostru". A avut domiciliu obligatoriu în sediul Palatului Episcopal, până în anul 1967.
Într-o notă de sinteză referitoare la acțiunile episcopului de după eliberarea din detenție, elaborată la 14 septembrie 1959, se aminteau memoriile lui Áron Márton, prin care solicita restabilirea situației Bisericii Catolice așa cum era aceasta la 30 decembrie 1947, eliberarea din detenție a episcopilor și preoților catolici (se putea subînțelege că era vorba și de cei uniți). Ceea ce nemulțumea autoritățile comuniste erau măsurile disciplinare luate de episcop împotriva preoților care manifestaseră prea multă complezență față de regimul comunist, care participaseră la diverse reuniuni în care se discutase posibilitatea creării unei biserici catolice naționale, separate față de Sfântul Scaun.
Imediat după întoarcerea sa din detenție, episcopul Márton a primit cinci tineri greco-catolici (câte unul pentru fiecare eparhie din Biserica Română Unită), în seminarul teologic din Alba Iulia. Între aceștia s-a numărat și Lucian Mureșan, devenit ulterior arhiepiscop-mitropolit pentru Biserica Română Unită și cardinal.

## Retragerea
După eliberarea din închisoare a stat timp de 11 ani cu domiciliu obligatoriu la Alba Iulia. În anul 1967 cardinalul Franz König a obținut de la autoritățile române ridicarea domiciliului obligatoriu pentru episcopul Áron Márton.
În anul 1968 a întreprins o călătorie emoționantă prin țară, acordând prima Împărtășanie la mii de tineri. În 1972 s-a îmbolnăvit de cancer, motiv pentru care la 13 februarie 1972 papa Paul al VI-lea l-a numit pe Jakab Antal ca episcop-auxiliar de Alba Iulia. Din anul 1976, administrarea efectivă a episcopiei a fost exercitată de facto de către episcopul său auxiliar.
La data de 2 aprilie 1980 Áron Márton s-a retras, oficial, de la conducerea Episcopiei de Alba Iulia, devenind episcop emerit. El a cedat administrarea diecezei către episcopul-auxiliar, Jakab Antal.
Áron Márton a decedat la 29 septembrie 1980, în reședința episcopală din Alba Iulia. A fost înmormântat în cripta Catedralei din Alba Iulia, de cardinalul Laszlo Lékai.
„Să nu-ți fie rușine, ci să fii mândru dacă te aruncă în temniță pentru că aperi dreptatea și dragostea!”—Márton Áron, din discursul ținut la Cluj în anul 1944

## Onoruri

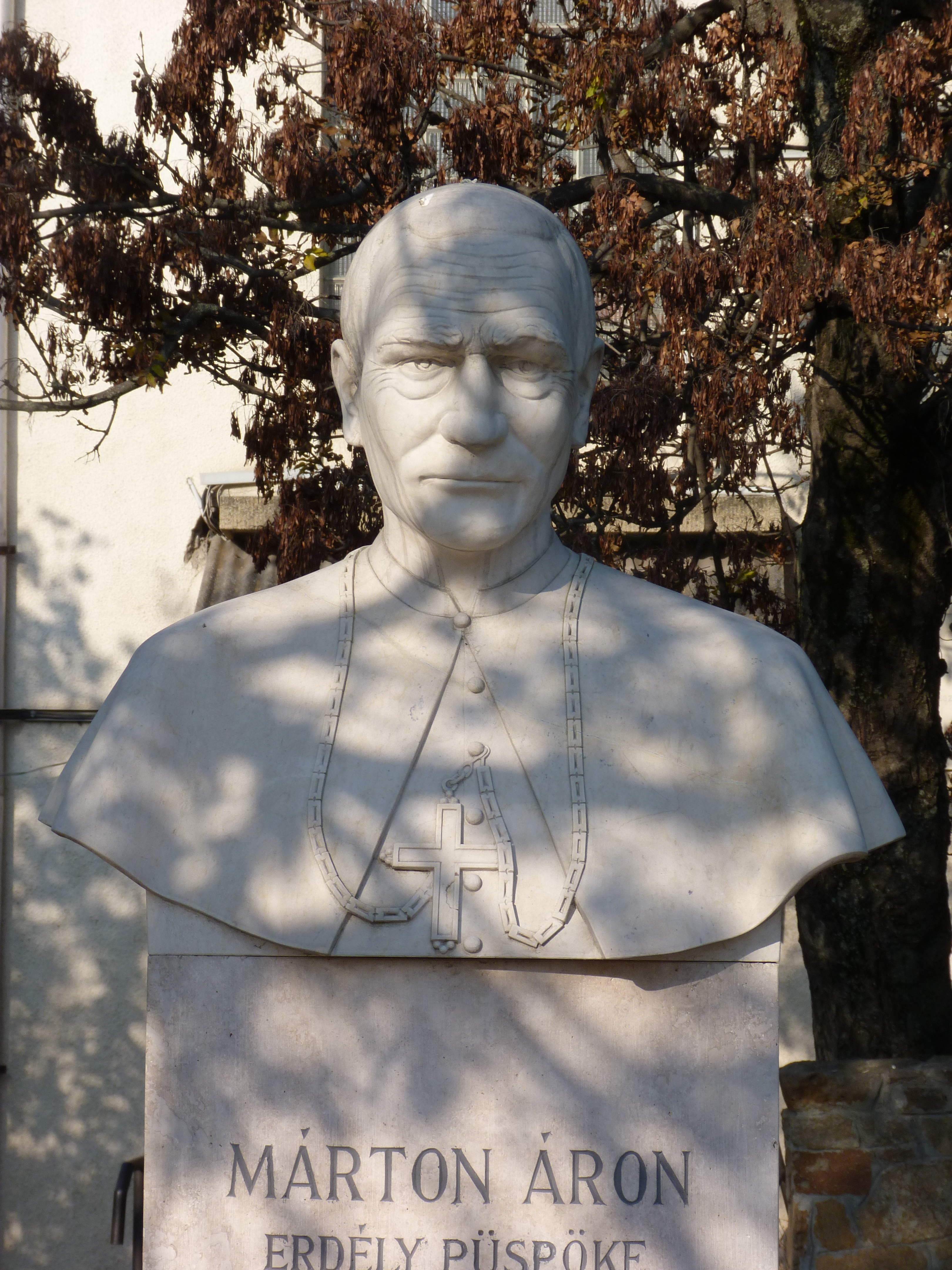
Bust al lui Áron Márton sculptat de hu, la Budapesta

- Arhiepiscopul Márton Áron a fost propus „Pentru atitudinea umană, eroică, în favoarea poporului evreu în vremurile de restriște" să fie recunoscut de Israel Drept între popoare. Institutul "Yad Vashem" din Ierusalim i-a completat dosarul și la data de 27 decembrie 1999 parlamentul israelian i-a acordat post mortem titlul, medalia și cetățenia de onoare ale Israelului.
- În anul 1988 rabinul Dr. Moshe Carmilly-Weinberger a depus la mormântul episcopului Márton Áron o coroană de flori cu mențiunea: „Domnule Episcop, poporul evreu nu vă uită atitudinea curajoasă din vremea suferințelor sale. Cu recunoștință: Dr. Moshe Carmilly-Weinberger, fost Șef-Rabin de Cluj.”
- Colegiul Național „Áron Márton” din Miercurea Ciuc îi poartă numele.
- O statuie a sa în mărime naturală a fost postată în fața Bisericii "Sfântul Mihail" din Cluj
- Arhidieceza Romano-Catolică de Alba Iulia a inițiat demersurile necesare pentru beatificarea arhiepiscopului Márton. Postulatorul cauzei de beatificare a fost Gergely Kovács, în prezent arhiepiscop de Alba Iulia și astfel succesor al arhiepiscopului Áron Márton.